# Tápiószele
Tápiószele är en ort i Ungern.   Den ligger i provinsen Pest, i den centrala delen av landet, 70 km öster om huvudstaden Budapest. Tápiószele ligger 98 meter över havet och antalet invånare är 6 214.
Terrängen runt Tápiószele är mycket platt. Runt Tápiószele är det ganska tätbefolkat, med 120 invånare per kvadratkilometer. Närmaste större samhälle är Jászberény, 18,4 km norr om Tápiószele. Trakten runt Tápiószele består till största delen av jordbruksmark.